# Heliopsis
Heliopsis es un género de plantas fanerógamas perteneciente a la familia de las asteráceas.  Comprende 38 especies descritas y de estas, solo 15 aceptadas.

## Taxonomía
El género fue descrito por Christiaan Hendrik Persoon y publicado en Synopsis Plantarum 2: 473. 1807. La especie tipo es  Buphthalmum helianthoides L. = 	Heliopsis helianthoides (L.) Sweet	

## Especies
A continuación se brinda un listado de las especies del género Heliopsis aceptadas hasta julio de 2012, ordenadas alfabéticamente. Para cada una se indica el nombre binomial seguido del autor, abreviado según las convenciones y usos.
- Heliopsis annua Hemsl.
- Heliopsis anomala (M.E.Jones) B.L.Turner, nombre anterior H. rubra Fisher 1957
- Heliopsis buphthalmoides (Jacq.) Dunal, sinónimo Heliopsis canescens, nombre ilegítimo H. oppositifolia
- Heliopsis decumbens S.F.Blake
- Heliopsis filifolia S.Watson
- Heliopsis gracilis Nutt.
- Heliopsis helianthoides (L.) Sweet
- Heliopsis lanceolata S.F.Blake
- Heliopsis longipes (A.Gray) S.F.Blake
- Heliopsis novogaliciana B.L.Turner
- Heliopsis parviceps S.F.Blake
- Heliopsis parvifolia A.Gray
- Heliopsis procumbens Hemsl.
- Heliopsis sinaloensis B.L.Turner, nombre anterior H. brachtis Fisher 1957
- Heliopsis suffruticosa Ramírez-Noya